# Benzofuran
Benzofuran (systematický název 1-benzofuran) je kyslíkatá heterocyklická sloučenina tvořená spojenými cykly benzenu a furanu; tato bezbarvá kapalina je součástí uhelného dehtu. Pojem benzofuran se používá také jako označení libovolného derivátu této sloučeniny, tyto deriváty mají často složitější strukturu. Příkladem takového derivátu je psoralen, který se vyskytuje v některých rostlinách.

## Výroba a příprava benzofuranu a jeho derivátů
Benzofuran se získává z uhelného dehtu, dá se rovněž vyrobit uměle dehydrogenací 2-ethylfenolu.

### Laboratorní postupy
Deriváty benzofuranu mohou být připraveny v laboratoři řadou různých metod, například:
- O-alkylací salicylaldehydu kyselinou chloroctovou následovanou cyklizací vzniklého etheru a dekarboxylací:

- Perkinovým přesmykem, kde kumarin reaguje s hydroxidem:[3][4][5]

- Dielsovou–Alderovou reakcí nitrovinylfuranu s různými dienofily:[6]

- Cykloizomerací alkyny o-substituovanými fenoly:[7]

### Podobné sloučeniny
- Furan
- Indol